# Glandorf (Ohio)
Glandorf és una població dels Estats Units a l'estat d'Ohio. Segons el cens del 2000 tenia 919 habitants.

## Demografia
Segons el cens del 2000, Glandorf tenia 919 habitants, 286 habitatges, i 237 famílies. La densitat de població era de 231,9 habitants per km².
Dels 286 habitatges en un 43,7% hi vivien nens de menys de 18 anys, en un 74,8% hi vivien parelles casades, en un 4,5% dones solteres, i en un 16,8% no eren unitats familiars. En el 15,7% dels habitatges hi vivien persones soles el 7% de les quals corresponia a persones de 65 anys o més que vivien soles. El nombre mitjà de persones vivint en cada habitatge era de 2,93 i el nombre mitjà de persones que vivien en cada família era de 3,29.
Per edats la població es repartia de la següent manera: un 28,2% tenia menys de 18 anys, un 5,3% entre 18 i 24, un 29,3% entre 25 i 44, un 17,8% de 45 a 60 i un 19,4% 65 anys o més.
L'edat mediana era de 37 anys. Per cada 100 dones de 18 o més anys hi havia 88 homes.
La renda mediana per habitatge era de 52.083 $ i la renda mediana per família de 56.528 $. Els homes tenien una renda mediana de 38.750 $ mentre que les dones 25.500 $. La renda per capita de la població era de 19.055 $. Cap de les famílies i el 0,4% de la població estaven per davall del llindar de pobresa.

## Poblacions més properes
El següent diagrama mostra les poblacions més properes.